# La repubblica dei ladri
La repubblica dei ladri (The Republic of Thieves) è un romanzo fantasy scritto da Scott Lynch pubblicato nel 2013. È il terzo libro della serie dei Bastardi Galantuomini, segue Gli inganni di Locke Lamora e I pirati dell'oceano rosso e introduce il personaggio di Sabetha.

## Trama
Dopo la loro avventura nei mari Locke e Jean vengono rispediti sulla terraferma. Jean si lamenta per la perdita della sua amata, mentre Locke vive con il pensiero fisso di aver tagliato la strada ai potenti maghi dell'alleanza, inoltre un veleno mortale minaccia di concludere la sua vita in modo atroce. Spunta così dal nulla un mago della alleanza che offre ai due un accordo: togliere il veleno in cambio di truccare le elezioni a Karthein. Qui incontreremo il mai dimenticato amore d'infanzia di Locke, Sabetha, impiegata sul fronte avverso nella guerra tra due fazioni opposte dell'alleanza dei maghi. Apparentemente l'obiettivo di Sabetha è uno solo: distruggere Locke per sempre. Al giovane quindi rimangono solo due possibilità: combatterla o sedurla, così, in un complicato gioco al gatto e al topo, i due si sfidano per decidere il destino di molti, ma la gara porterà anche a rivelazioni sconcertanti sul conto dello stesso Locke.

## Edizioni
- Scott Lynch, La repubblica dei ladri, traduzione di Anna Martini, pp. 724, Mondadori, 2020, ISBN 978-88-04-73620-2.